# Фибих, Сарра Львовна
Сарра Львовна Фибих, также возможно написание Сара Фибих. По утверждению дочери существовало также польское имя Зофья (или Софья) Квятковская (идиш שרה פיביה, польск. — Sore Fibich; 1893, Варшава, Российская Империя — 1947, Москва, РСФСР, СССР) — польско-русско-советская актриса и певица еврейского происхождения, одна из ведущих исполнительниц народных и эстрадных песен на идиш в 1920—1940 годах.

## Биография
Родилась в 1893 году в Варшаве, в хасидской семье, жившей на средства, полученные в качестве наследства. В 1906 году посетила любительское представление пьесы «Туша» или «Неволя» ашкеназского драматурга Переца Гиршбейна в постановке режиссёра Марка Арнштейна в театре «Элизиум», после чего решила попробовать себя на сцене. Она присоединилась к драматическому кружку «HaZamir», и на Хануку 1909 года впервые с большим успехом выступила публично, читая декламации из Ицхок-Лейбуша Переца и Шимена Фруга. И.-Л. Перец, присутствовавший на выступлении, посоветовал ей принять участие в его собственном драматическом кружке, где Сарра дебютировала в пьесе «Люди», а затем — в «Скоро забудут», «Интеллигент» и других. Варшавская еврейская пресса высоко оценила её игру.
Актёр Рудольф Заславский, руководивший в 1910 году Мурановским театром, жаловался театральному критику А. Мукдони на нехватку драматических актёров для постановки театральных пьес. Мукдони уговорил Фибих присоединиться к труппе. Она прочла отрывок из пьесы «Люди» (роль польской дворянки), но актёры отнеслись к ней враждебно, прерывали чтение и мешали её выступлению, из-за чего она вынужденно покинула прослушивание.
В 1911 году была организована провинциальная драматическо-опереточная труппа. Фибих отправилась с ней на гастроли и дебютировала в роли Шейнделе в пьесе Я. М. Гордина "Миреле Эфрос". Когда у труппы начались финансовые трудности, она осталась в Борисове, где встретила режиссёра из своего родного города, который взял актрису с собой в Полоцк. Однако её не устроил репертуар, и она переехала в Лодзь, где присоединилась в 1912 году к труппе Ицика Зандберга, и в 1913 году дебютировала в качестве ведущей актрисы в премьерном показе оперетты Иегуды Лейб Баумволя «Доктор Зейфенблоц».

Позднее А. Мукдони писал:
В Лодзи (1912) ставили пьесы, которые мы поднимали своими руками — то есть в драматическом отделении варшавского «ХаЗамира», — и, среди них была г-жа Фибих. Она была молода, изящна и подавала, как говорится, большие надежды. Согласно моим записям, она стала очень популярной еврейской актрисой хорошего уровня. Сейчас она в России.
В Лодзи Фибих провела два сезона, вплоть до начала Первой мировой войны в 1914 году, после чего отправилась в Пинск. В 1915 году участвовала в агитационных выступлениях в Одессе. В 1917 году вместе с труппой перебралась в Баку, где был организован профессиональный еврейский художественный союз.
Затем последовала кооперативная труппа в Екатеринославе, руководителями которой были, уже известные актрисе по Варшаве, Рудольф Заславский и Янкев Либерт. В 1918 году переехала в Киев и выступала там в сборной труппе оперетты и водевиля совместно с Пепи Литман.
После Киева Фибих приглашена в качестве ведущей актрисы во Всеукраинский передвижной еврейский театр «Унзер винкль» («Наш уголок») в Харькове. Первым художественным руководителем театра стал Михаил Фадеевич Рафальский. По воспоминаниям одного из актёров театра Биньомина Шварцера, Сара Фибих была не только талантливой характерной актрисой, но и блестящей эстрадной исполнительницей еврейских народных песен и декламатором. Фактически, она была первой еврейской эстрадной певицей в то время.
Недолгое время в качестве приглашенного режиссёра в театре проработал Михаил Михайлович Тарханов. Он запомнился постановкой пьесы немецкого драматурга Германа Зудермана «Родина». Сара Фибих исполнила главную роль в этом спектакле. В сценической манере «Унзер винкл» сочетались традиционные для еврейского театра приемы бытового натурализма и элементы авангардистской выразительности.
В 1920 году театр переезжает в Витебск, а затем в Минск, где фактически прекращает свое существование. В 1921 году Рафальский создает в Минске еврейскую театральную студию, на базе которой в 1926 году будет основан Белорусский государственный еврейский театр (БелГОСЕТ).
Осенью 1921 года Фибих перебирается в Москву, где исполняет миниатюры и еврейские песни в одном из рабочих клубов имени Бера Борохова. В 1922 году, с помощью мецената, она открыла антрепризный комедийный театр «Шолом-Алейхем», где сыграла Голду в постановке «Тевье-молочник» по одноимённому циклу рассказов Шолома-Алейхема. Постановка не имела успеха, и театр закрылся через три недели.
Постепенно театральная карьера Фибих подошла к завершению. Была предпринята ещё попытка создания собственной театральной студии, но из-за отсутствия финансирования и эта попытка также была неуспешной. Одновременно, актриса раскрывается, как декламатор и исполнительница песен на идиш. В конце 1924 года получила приглашение от Киевской государственной комиссии «Помощь детям» дать несколько благотворительных сольных концертов с песнями, рассказами и юморесками, которые прошли с огромным успехом. Благодаря этому она договаривается о государственном финансировании организации театра, который должен был взять за основу её сольный репертуар. Театр под названием «Везкер» начал свою деятельность в январе 1925 года, но прекратил существование уже через шесть месяцев из-за недостатка репертуара. Последнее появление Фибих на сцене, в качестве драматической актрисы, относится к 1925 году, в спектакле «Сатана» совместно с артистами Малого театра Степаном Кузнецовым, Марией Блюменталь-Тамариной, М. Родиным.
Фибих полностью посвящает себя сольной карьере. Её концерты, где актриса представляет миниатюры и еврейские народные и эстрадные песни, с успехом проходят в московском Политехническом музее, городах РФСФР, Украины и Белорусии. Также работает над переводами и адаптациями известных литературных произведений на идиш и русский языки. В 1928 году принимает участие в сборном концерте, проводившемся в Колонном зале Дома Союзов в Москве, объявленном, как «концерт еврейской этнографической песни при участии 1-го Государственного Квартета им. Страдивари и композитора — этнографа З. А. Киссельгофа».

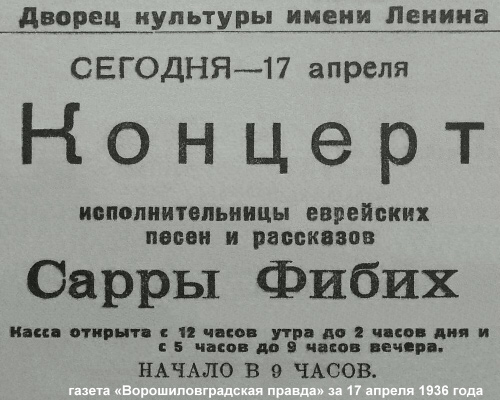
Афиша концерта Сарры Фибих в Луганске 17.04.1936 года

1930-е годы становятся триумфальными для Сарры Фибих. В СССР издаются несколько граммофонных пластинок с её песнями, она постоянно гастролирует. Особенно много концертов дает певица в Белоруссии и Украине, бывших еврейских местечках. Вот, к примеру, как описывала выступление исполнительницы в еврейском колхозе «Наер Лэбн» («Новая жизнь»), газета «Вiцебскi пралетарый»:
Появление артистки в колхозе «Наер Лэбн» произвело на колхозников сильное впечатление. Исполнение произведений Маркиша «Нит Гедайгет», Вайнердама «Две коммуны» вызвало сильные аплодисменты. В лице Сары Фибих мы имеем настоящего передового представителя нашего эстрадного искусства, поэтому и рабочие массы, и культорганизации всегда приветствуют появление в Витебске артистки.
Из воспоминаний писателя и краеведа из белорусского города Борисова Александра Розенблюма о концерте Сарры Фибих:
В Борисове она выступала дважды. На одном из её концертов, проходившем в Доме пионеров, я был с мамой. Кажется, тогда шел 1940-й год, но я помню бурные аплодисменты, которыми публика одаривала певицу после каждой песни. Многие из песен были шуточными, исполнялись с яркой и характерной еврейской мимикой, что вызывало задорный смех слушателей.
В 1939 году, несмотря на начало Второй мировой войны, певица посещает с концертами Польшу (Варшава и Белосток). По утверждению дочери певицы, во время этой поездки Сарра Фибих способствовала переезду в СССР таких фигур, как Эдди Рознер и Вольф Мессинг.
В декабре 1939 года в Колонном зале Дома Союзов в Москве состоялся юбилейный вечер, посвященный двадцатипятилетию творческой деятельности исполнительницы. В концерте принимали участие Соломон Михоэлс, Вениамин Зускин, другие артисты ГОСЕТа. Её чествовали Иван Москвин, Иосиф Толчанов, Цецилия Мансурова и многие другие.
Это концерт стал последним большим сольным концертом в жизни Сары Фибих. Во время войны вся её семья была эвакуирована в Чкалов (Оренбург), где она периодически выступала с украинскими, белорусскими, и, очень редко, еврейскими песнями в сборных представлениях, а также работала в госпиталях с раненными. После возвращения из эвакуации в Москву все попытки организовать её выступления встречали непонимание советских концертных организаций, и были тщетными. В результате певица тяжело заболела и скончалась на операционном столе в столичной больнице летом 1947 года. Похоронена в Москве на Донском кладбище.

## Семья
Сарра Фибих дважды была замужем, дети (сын и дочь) от обоих браков.
Первый муж был её партнером в театре городе Лодзь. Второй муж — концертный администратор Аркадий Друян.
Сын погиб во время Великой Отечественной войны в штрафбате.
Дочь — Друян Нонна Аркадьевна, родилась в Москве в 1928 году. Закончила педагогический институт, факультет русского языка и литературы. Преподавала в школе, в МГУ на кафедре русского языка для иностранцев. В 1962 году перешла работать на телевидение и заведовала театральным отделом до 1976 года. Была заместителем директора дома архитектора, а с 1981 года — художественный руководитель Дворца Культуры Московского Авиационного Института (МАИ). На пенсии публиковала статьи и рецензии в журнале «Театр», в «Литературной Газете», издательстве «Советский Писатель» и других изданиях, а также книгу воспоминаний «Что вспомнилось…».